# Nopaltepec (Veracruz)
Nopaltepec es una localidad mexicana situada en el municipio de Cosamaloapan de Carpio en el Estado de Veracruz. Cuenta con 2888 habitantes (2005). Es el lugar de nacimiento de Fidel Herrera Beltrán, gobernador de Veracruz (2004-2010). 
Los productos importantes de Nopaltepec son maíz, fruta, azúcar, y arroz.